# Wendy Wilbur
Wendy Wilbur (4 de abril de 1972) es una deportista estadounidense que compitió en remo. Ganó tres medallas en el Campeonato Mundial de Remo entre los años 1998 y 2003.

## Palmarés internacional
| Campeonato Mundial | Campeonato Mundial      | Campeonato Mundial | Campeonato Mundial |
| Año                | Lugar                   | Medalla            | Prueba             |
| ------------------ | ----------------------- | ------------------ | ------------------ |
| 1998               | Colonia (Alemania)      | Medalla de plata   | Ocho con timonel   |
| 1999               | St. Catharines (Canadá) | Medalla de bronce  | Cuatro sin timonel |
| 2003               | Milán (Italia)          | Medalla de oro     | Cuatro sin timonel |